# Segmento B
O segmento B é uma categoria de classificação dos automóveis, que abrange carros entre o segmento A dos citadinos e o segmento C dos compactos. É a 2ª categoria dos segmentos europeus para automóveis de passeio, sendo descrita como a dos utilitários.
É equivalente à classe de "supermini" do Euro NCAP e à definição atual da categoria de "subcompact car" usada na América do Norte.
No Brasil, os automóveis do segmento B são classificados como de porte compacto.

## Galeria
- Citroën C3, um hatchback de segmento B.
- Opel Meriva, um monovolume de segmento B.
- Peugeot 2008, um todo-o-terreno de segmento B.